# 第12軍 (日本軍)
第12軍（だいじゅうにぐん）は、日中戦争が泥沼化する中で、北支方面の占領地域の治安維持を目的に編成された大日本帝国陸軍の軍である。

## 沿革
盧溝橋事件が華中・華南に飛び火し、大本営は武漢作戦・広東攻略戦を発動するが、戦争解決の糸口はつかめず長期持久戦に入る。そのようななか、1938年（昭和13年）11月11日大陸命第229号により第12軍戦闘序列が下令され北支那方面軍に編入、主に北支方面を作戦地域とした。
1944年（昭和19年）4月から大陸打通作戦前段の京漢作戦に参戦し黄河南岸（河南）に進出、5月25日洛陽を攻略、湯恩伯率いる中国軍を撃破した。その後も河南の警備を担当、終戦まで鄭州に在った。

## 軍概要

### 歴代司令官
- 尾高亀蔵中将（陸士16期：1938年（昭和13年）11月9日 - 1939年（昭和14年）9月12日）
- 飯田貞固中将（陸士17期：1939年（昭和14年）9月12日 - 1941年（昭和16年）3月1日）
- 土橋一次中将（陸士18期：1941年（昭和16年）3月1日 - 1943年（昭和18年）3月1日）
- 喜多誠一中将（陸士19期：1943年（昭和18年）3月1日 - 1944年（昭和19年）2月7日）
- 内山英太郎中将（陸士21期：1944年（昭和19年）2月7日～1945年（昭和20年）4月7日）
- 鷹森孝中将（陸士20期：1945年（昭和20年）4月7日～ 終戦）

### 歴代参謀長
- 小林浅三郎少将（陸士24期：1938年（昭和13年）11月9日 - 1939年（昭和14年）12月1日）
- 本郷義夫少将（陸士24期：1939年（昭和14年）12月1日 - 1940年（昭和15年）12月2日）
- 山内正文少将（陸士25期：1940年（昭和15年）12月2日 - 1941年（昭和16年）10月15日）
- 河野悦次郎少将（陸士25期：1941年（昭和16年）10月15日 - 1942年（昭和17年）12月10日）
- 寺垣忠雄少将（陸士28期：1942年（昭和17年）12月10日 - 1944年（昭和19年）10月16日）
- 中山源夫少将（陸士32期：1944年（昭和19年）10月16日 - 終戦）

### 最終司令部構成
- 司令官：鷹森孝中将
- 参謀長：中山源夫少将
- 高級参謀：折田正男大佐
- 高級副官：植田稔中佐
- 兵器部長：古田建一少将
- 経理部長：高畑富主計大佐
- 軍医部長：津野兵太郎軍医大佐
- 獣医部長：鈴木立身獣医大佐
- 法務部長：畑逸郎法務少佐

## 所属部隊
| 創設時 - 第21師団 - 第114師団 | 昭和14年末 - 第21師団：鷲津鈆平中将 - 第32師団：木村兵太郎中将 - 独立混成第5旅団：秋山義兌少将 - 独立混成第6旅団：土屋兵馬少将 - 独立混成第10旅団：水野信少将 | 太平洋戦争開戦当時 - 第17師団：平林盛人中将 - 第32師団：井出鉄蔵中将 - 独立混成第5旅団：内田銀之助少将 - 独立混成第6旅団：磐井虎二郎少将 - 独立混成第10旅団：大熊貞雄少将 |

終戦時
| - 第110師団：木村経広中将 - 第115師団：杉浦英吉中将 - 戦車第3師団：山路秀男中将 - 騎兵第4旅団：加藤源之助大佐 - 第6独立警備隊：飯田雅雄少将 - 第10独立警備隊：星善太郎少将 - 第13独立警備隊：吉武秀人少将 - 第14独立警備隊：大井川八郎少将 | - 砲兵部隊 - 野戦重砲兵第6連隊：村上尚武大佐 - 独立山砲兵第1大隊：佐々木典吾少佐 - 輸送・通信部隊 - 自動車第25連隊：成友藤夫大佐 - 自動車第26連隊：志波常一大佐 - 電信第10連隊：波木周治大佐 | - 兵站病院 - 第168兵站病院：栗本博雄軍医中佐（最終位置：新郷） - 第169兵站病院 - 第186兵站病院（最終位置：開封） - 第189兵站病院（最終位置：許昌） |